# Gramàtica anglesa
La gramàtica anglesa que es presenta en aquest article és el conjunt de regles que descriuen les propietats de l'idioma anglès. Així, queda restringida a la morfologia, i la sintaxi. La gramàtica de qualsevol idioma té dues aproximacions principals: descriptiva, normalment basada en l'anàlisi sistemàtica de grans corpus textuals tot descrivint-ne les estructures gramaticals; i la prescriptiva, que tracta de fer servir les regles identificades d'un llenguatge determinat com una eina per regir el comportament lingüístic dels parlants. La gramàtica prescriptiva presenta en anglès algunes controvèrsies sovint per causa de canvis soferts en l'ús al llarg del temps.
Hi ha un gran nombre de variacions històriques socials i regionals en l'anglès, que no obstant això no dificulten massa la comprensió mútua entre els seus parlants. D'entre aquestes varietats, podem destacar, per nombre de parlants, l'anglès britànic i l'anglès dels Estats Units que tenen diverses diferències en el vocabulari; tanmateix les diferències gramaticals no són tan evidents. Alguns exemples de diferències en vocabulari són gas / petrol, lift / elevator, rubbish / garbage, mail / post, movie / film ...(de cada parella, el primer mot és de l'anglès britànic i el segon de l'anglès dels Estats Units).
Aquest article mostra l'estàndard anglès actual que es troba en els mitjans de comunicació, educació, diversions, govern i la informació en general. L'anglès estàndard inclou tant els aspectes formals com els informals.

## Classes de paraules i classes de frases
Es descriuran set de les principals classe de paraules. Són: substantiu, (noun) verb (verb), adjectiu (adjective), adverbi (adverb), preposició (preposition), conjuncions, (Grammatical conjunction) i determinant (determiner). Els sis primers es refereixen tradicionalment com "parts of speech." Hi ha una classe secundària de paraules com les interjeccions (interjection), però que en anglès no entren dins l'estructura de la “clause” i “Sentence”.

## Sintaxi de l'anglès
L'ordre de la frase és SVO: (subjecte, verb, objecte) en la frase declarativa. Exemple : Tom does his homework. «Tom» (subjecte) «fa» (verb) «els seus deures» (objecte). En general l'element principal es troba al principi de la frase. Exemple : To run quickly. «córrer de pressa» (frase adverbial)
Hi ha excepcions com ara: 
- blue house (adjectiu + nom) : «casa blava»
- Fred's cat : «el gat de Fred».

L'ordre de les paraules canvia igualment dins una frase interrogativa. Per exemple, Are you going to the beach? o Do you go to the beach? «Vas a la platja ?»

## Noms
En anglès, els noms s'apliquen generalment a les persones, als llocs, als objectes o a les idees abstractes i es tracten gramaticalment d'una manera diferent dels verbs.
L'anglès no diferència els gèneres masculí i femení, llevat de les persones dels pronoms personals : he, per al masculí i she per al femení) i els animals de sexe conegut. Els vaixells i els països solen ser de gènere femení. Tots els altres noms són neutres (pronom personal it).
Els noms anglesos no estan marcats pel cas. Tanmateix, concorden amb el nombre i poden ser definits o indefinits.
Exemple : The house where I was born. "La casa on vaig néixer". House (=casa) és un nom definit, ja que la casa es refereix a una casa específica, aquella on jo vaig néixer.
The houses : les cases (plural).
La pronúncia de l'article the és diferent segons si el nom que el segueix comença per vocal o no. Així doncs the orange («la taronja») /ði/ però the banana («la banana») /ðə/.
Pronunciarem /ði/ si el mot comença amb vocal i /ðə/ si el mot comença amb consonant. Hi ha algunes excepcions per qüestions d'eufonia : the /ðə/ ewe («l'ovella»), the /ðə/ uniform («l'uniforme»), the /ðə/ one («l'únic / l'única»).

### Plural dels noms
- En la major part dels mots, el plural, com en català, es forma afegint-hi una 's'.
Exemples : one ball, two balls (una pilota / dues pilotes); one dog / two dogs (un gos, dos gossos); one brother / two brothers (un germà / dos germans).

- Els noms amb una partícula separable també fan el plural amb una -s. La s s'afegeix al nom més important. 
Exemples : one hold-up / two hold-ups (un retard / dos retards); one hanger-on / two hangers-on (un paràsit / dos paràsits); one son-in-law / two sons-in-law (un gendre / dos gendres).

- Els noms que acaben en -y precedida d'una consonant al singular, acaben amb ies al plural.
Exemples : one country, two countries; one story, two stories. (un país / dos països; una història / dues històries)

- Els noms que en singular acaben en -s, -ch, -sh, i -x i també algunes paraules que acaben en -o, fan el seu plural en -es.
Exemples : one tomato, two tomatoes; one fox, two foxes; one bus, two buses; one watch, two watches; one brush, two brushes; one potato / two potatotes. (un tomàquet / dos tomàquets; una guineu / dues guineus; un bus / dos busos; un rellotge / dos rellotges; un raspall / dos raspalls; una patata / dues patates).

- Els mots en què la darrera síl·laba hi ha una f, formen el plural en -ves.
Exemples : one wolf, two wolves; one life / two lives; one wife / two wives; one knife / two knives (un llop / dos llops; una vida / dues vides; una muller / dues mullers; un ganivet / dos ganivets)

#### Excepcions
- - Sheep (ovella) i deer (cérvol) són invariables. Fish (peix) és invariable quan es tracta de peixos en general, però agafa el plural en "-es" quan es parla de diferents espècies o races de peixos, és a dir "How many fish are in the tank?" diferenciat de "How many fishes are known to science?". Es pot evitar aquesta irregularitat preguntant "How many kinds of fish are known to science?".

- - Alguns plurals es fan amb la mutació d'una vocal:

- -     - one man, two men (home)
    - one woman, two women (dona)
    - one foot, two feet (peu)
    - one tooth, two teeth (dent)
    - one mouse, two mice (ratolí)
    - one louse, two lice (poll)
    - one goose, two geese (oca)

- - plurals en en:
    - ox — oxen (bou)
    - child — children (nen - nens, canalla)
    - etc.

- - Alguns mots cultes, manllevats directament del llatí, segueixen les regles d'aquesta llengua.
 Exemples: formula, formulae; appendix, appendices; compendium, compendia. Tanmateix, el plural tradicional es fa sovint amb s : formulas, compendiums.

- - Altres plurals clàssics:
    - alumnus — alumni (alumne / alumnes)
    - alumna — alumnae (alumna / alumnes)
    - matrix — matrices (matriu - matrius)
    - crisis — crises (crisi / crisis)
    - criterion — criteria (criteri / criteris)
    - addendum — addenda (addenda / addendes)
    - fungus — fungi (fong / fongs)
    - etc.

  - Plurals de mots manllevats de llengües diferents del llatí o grec:
    - cherub — cherubim (querubí)
    - chateau — chateaux (una mena de castell), per bé que també s'admet chateaus com a plural.
    - Inuk — Inuit (Inuit)
    - etc.

  - altres plurals irregulars:
    - penny — pence (penic), per bé que també s'admet pennies.
    - etc.

## Genitiu
El genitiu és en primer lloc el cas del complement del nom que expressa el posseïdor. En anglès es fa servir el sufix "'s" (apòstrof seguit de "s"), també anomenat "genitiu saxó". Per exemple:
- The cat's ball (La pilota del gat)
- The children's ball (la pilota de la mainada, child al plural no agafa la s.)

Si el mot a què es refereix el posseïdor acaba en s, només s'hi afegeix l'apòstrof (sense s).
- The teenagers' ball (la pilota dels adolescents, teenagers és plural)

Es fa servir el genitiu en una sèrie limitada de casos
a) "Possessió" personal
My brother's problems/ Mike's new car/ the customer's opinion
Els problemes del meu germà / El cotxe nou d'en Mike / L'opinió del client
b) Grups de persones o d'institucions que representen un grup de persones
The team's performance / The government's policy / The committee's decision
L'actuació de l'equip / La política del govern / La decisió del comitè
c) Personificació: No és una persona però es tracta com si ho fos.
London's opinion on the question / Washington's recent decision
L'opinió de Londres sobre la qüestió / La recent decisió de Washington
d) Per expressar l'equivalent de "ca, can, cal" en català.
I'm going to my cousin's / The party is at Michael's
Vaig a cal meu cosí / La festa és a cal Michael 
e) Per a comerços i altres serveis professionals (com en català "anar a cal metge", "a cal forner" …). De fet, en alguns establiments comercials, fins i tot s'utilitza el nom comercial, amb genitiu, per referir-se a ell. Així per exemple, Tiffany's.
I have to go to the doctor's/ the baker's / the ironmonger's / the estate agent's / the dry-cleaner's / the accountant's / The butcher's ....
f) En determinades expressions de distància i de temps.
We have a week's holiday. / Yesterday's film was excellent / It's three hours' drive from here.
Tenim una setmana de vacances. / La pel·lícula d'ahir va ser excel·lent / Hi ha tres hores de viatge des d'aquí.

## Pronoms

### Pronoms personals, adjectius i pronoms possessius
Els pronoms arcaics i informals estan en cursiva.
|                 |            |                             | pronom personal  | pronom personal | pronom personal      | pronom possessiu | adjectiu possessiu                   |
| subjecte        | complement | reflexiu                    |                  |                 |                      | pronom possessiu | adjectiu possessiu                   |
| --------------- | ---------- | --------------------------- | ---------------- | --------------- | -------------------- | ---------------- | ------------------------------------ |
| primera persona | singular   | singular                    | I                | me              | myself               | mine             | my mine (davant vocal) me (britànic) |
| primera persona | plural     | plural                      | we               | us              | ourselves ourself    | ours             | our                                  |
| segona persona  | singular   | estàndard                   | you              | you             | yourself             | yours            | your                                 |
| segona persona  | singular   | informal arcaic             | thou             | thee            | thyself              | thine            | thy thine (davant vocal)             |
| segona persona  | plural     | estàndard                   | you you all      | you you all     | yourselves           | yours            | your                                 |
| segona persona  | plural     | arcaisme                    | ye               | you             | yourselves           | yours            | your                                 |
| segona persona  | plural     | no estàndard o informal     | y'all youse etc. | y'all youse     | y'all's selves       | y'all's          | y'all's                              |
| tercera persona | singular   | masculí                     | he               | him             | himself              | his              | his                                  |
| tercera persona | singular   | femení                      | she              | her             | herself              | hers             | her                                  |
| tercera persona | singular   | neutre                      | it               | it              | itself               | -                | its                                  |
| tercera persona | singular   | comú/epicens (formal)       | one              | one             | oneself              | -                | one's                                |
| tercera persona | singular   | comú/epicens (no estàndard) | they             | them            | themself, themselves | theirs           | their                                |
| tercera persona | plural     | plural                      | they             | them            | themselves           | theirs           | their                                |

Altres plurals familiars als Estats Units: yous, you/youse guys, you/youse gals, you-uns, yis, yinz; possessius: you(r) guys's, you(r) gals's, yous's

### Els antics pronoms
En Early Modern English (en el període que va, aproximadament, des de la segona meitat del segle xiv fins a 1650, es feia servir el pronom de segona persona del singular thou; com també ye, que va donar lloc al you plural.
Exemples:
- to know: thou knowest, thou knewest
- to drive: thou drivest, thou drovest
- to make: thou makest, thou madest
- to love: thou lovest, thou lovedest

El pronom thou actualment ha estat substituït per you en tots els contextos; només el trobem emprat en poesia, en les oracions del cristianisme i en la Bíblia per adreçar-se a Déu.

## Adjectius
- Els adjectius en anglès, a diferència del que s'esdevé en català, són sempre invariables, tant en gènere com en nombre.[3]
  - He is proud, she is proud, they are proud;

(ell és (o està) orgullós, ella és orgullosa, ells són orgullosos)
- - A black dog, black shoes;

(un gos negre, unes sabates negres)
- - The other day, the other solutions.

(l'altre dia, les altres solucions)
- Quan l'adjectiu no està en funció predicativa, va sempre davant del nom al qual qualifica.

- - The White House - La Casa Blanca

### Adjectius possessius
- L'adjectiu possessiu, a diferència del català, concorda en gènere i nombre amb el subjecte posseïdor, i no amb la cosa posseïda.

- - My girlfriend, my parents;

(la meva xicota, els meus pares)
- - Her cat (el seu gat -d'ella-), his jacket (la seva jaqueta -d'ell-), his house (la seva casa -d'ell-), her car (el seu cotxe -d'ella-)

- - Their daughter, their children;

la seva filla -d'ells o elles-, els seus infants -d'ells o elles-)
Tanmateix, només es plantegen problemes amb la tercera persona del singular, atès que en la resta de persones la forma és la mateixa per a ambdós géneres.

#### Taula d'adjectius
Singular:
- My
- Your
- His, her, its -masculí, femení, neutre-

(el meu, la meva, el teu, la teva, el seu, la seva)
Plural:
- Our
- Your
- Their

(els nostres, les nostres, els vostres, les vostres, els seus, les seves)
Com es pot veure, l'adjectiu possessiu de segona persona del singular i del plural són el mateix. Aquest mateix adjectiu és el que utilitzarem en un context formal. Així doncs, segons els contextos your voldrà dir "el teu, la teva, el seu (de vostè) la seva (de vostè) els seus (de vostès) les seves (de vostès)"

### Antics adjectius possessius
- En poesia, en les oracions del cristianisme i en la Bíblia, per adreçar-se a Déu, s'utilitza el pronom Thy en comptes de your. Per exemple el Parenostre en anglès comença:: Our Father, who are in Heaven, Hallowed be Thy Name... (Pare Nostre, que esteu en el Cel, sigui santificat el Vostre Nom). En la resta de contextos, s'utilitzen els pronoms estàndard.

## Verbs

### Auxiliars
Els verbs auxiliars poden ésser utilitzats per definir el temps, l'aspecte o la modalitat d'una locució verbal.
- el verb be serveix per formar: 
  - l'aspecte: be+ing: He is working on a new project.
  - la passiva: The airport will be extended.

L'aspecte be+ing i la passiva es poden combinar: You are being filmed.
- Per la seva banda el verb have" forma 
  - l'aspecte HAVE al present (present perfect): I have never seen anything like it.
  - i al passat (past perfect o pluperfect): We had already called twice.

A més, les formes del verb «do» es fan servir per a la construcció de les frases negatives i interrogatives, tant en present com en passat, a més de servir per accentuar tant el present com el passat.
1. "Do I listen?" "I do not listen."(forma curta:"I don't listen") "I do listen!" (Escolto? No escolto. Escolto!)
2. "Did I listen?" "I did not listen."(forma curta:"I didn't listen") "I did listen!" (Escoltava/

Vaig escoltar? No escoltava/No vaig escoltar. Escoltava/Vaig escoltar!)

### Els temps de l'indicatiu

#### Els temps del present
- El Simple present (o simplement present).

Exemple: I listen, You listen, He/She/It/One listens, We listen, You listen, They listen. 
 (jo escolto, tu escoltes…)
Nota: Thou listenest (segona persona del singular) i He/She/It listeneth són formes antigues i que ja no s'utilitzen, llevat de la poesia i la Bíblia.
- El Present continuous (o present progressiu). És un temps utilitzat per indicar una acció que passa en aquest moment.. En català, a la frase "Escolto música" cal afegir "en aquest moment" o "ara" per a distingir que és un present instantani. En anglès la frase «I am studying Latin» expressa que és una acció relativament inhabitual al contrari la frase «I study Latin», significarà que és quelcom normal i habitual. Aquest temps pot indicar una acció futura amb un circumstancial de temps de futur. (exemple: We're seeing a film tomorrow).

Exemple formal: I am listening, You are listening, He/She/It/One is listening, We are listening, You are listening, They are listening. (jo estic escoltant, tu estas escoltant…)
- El Present perfect (o simplement perfect). Aquest temps es fa servir per parlar d'una acció on el començament se situa en el passat, o que continua tenint una incidència sobre el present. Es tracta d'un temps del present, ja que el verb have sobre el que es construeix està conjugat en present.

Si el context és clarament passat, l'anglès no utilitza pas el present perfect sinó el pretèrit o simple past. Així la frase següent seria incorrecta: * Bob, who is now dead, has seen the movie many times («Bob, que ara és mort ha vist la pel·lícula moltes vegades») : El fet que Bob sigui mort posa tot el que li concerneix en un context passat. Si l'enunciat comporta un marcador de temps passat (in the past, three days ago, when I was young, etc.) la utilització del present perfect no és possible, per la mateixa raó.
En canvi no hi ha gaire diferència de sentit entre 
I did it many times (fent servir el passat) i I've done it many times. Aquest temps pot indicar la funció de present perfect continuous quan és modificat per una frase que indica la durada de temps després del principi de l'acció. Així I have worked on this project since March és l'equivalent de I have been working on this project since March. (la proposició I have worked on this project for six months és equivalent del perfect continuous en termes de sentit).
Exemple : I have listened, You have listened, He/she/It/One has listened, We have listened, You have listened i They have listened.(Jo he escoltat, tu has escoltat…)
- El Present perfect continuous es fa servir per indicar que quelcom ha començat en el passat i val ara pel present.

Exemple : I have been listening, You have been listening, He/she/It/One has been listening, We have been listening, You have been listening i They have been listening. (Jo he estat escoltant, tu has estat escoltant…)

#### El temps del passat
- El Simple past o pretèrit. Es fa servir per expressar una acció acabada, que és producte d'un moment definit en el passat. (En anglès, contràriament a altres llengües amb el temps aorist, aquest temps indica que l'acció ha tingut lloc en el passat, i que ara no té lloc.) Molts estudiants d'anglès confonen el simple past i el present perfect, i troben difícil la distinció entre els dos. Així l'anglès dels Estats Units prefereix utilitzar el simple past.

Exemple: I/You/He/She/It/One/We/You/They listened (jo escoltava, tu escoltaves…)
- El Past perfect o pluperfect. Expressa una acció acabada, en el passat, i davant una altra, a priori evocada conjuntament. El pluperfect expressa doncs una acció «encora més» en el passat. Una frase en past perfect generalment necessita un segon verb o grup verbal per clarificar : «He realized he had been fooled.» El past perfect es fa servir especialment en el discurs indirecte : «She said her husband had already gone away.»

Exemple: I/You/He/She/It/One/We/You/They had listened (jo havia escoltat, tu havies escoltat…)
- El pretèrit continu (també conegut com a imperfect, Past continuous o past progressive): es fa servir per parlar d'una acció «incompleta», produïda en el passat. Sovint, els professors d'anglès utilitzen les frases començant per «when» o «while» per explicar la diferència entre el past simple i el past continuous : "While I was watching TV, the telephone rang", meaning the same as "When the telephone rang, I was watching TV."

Exemple: I was listening, You were listening, He/She/It/One was listening, We were listening, You were listening, They were listening. (Jo estava escoltant, tu estaves escoltant…)
- El Past perfect continuous o simplement «perfect continuous». Es fa servir generalment amb un indicatiu de durada, indica que un esdeveniment ha continuat un cert temps, i que ha acabat abans que un altre esdeveniment evocat.

Exemple: When Peter entered my room, I had been listening to music for half an hour. (Quan Peter va entrar a la meva habitació, jo ja havia escoltat música durant mitja hora) 

Exemple formal: I/You/He/She/It/One/We/You/They had been listening (jo havia estat escoltant, tu havies estat escoltant…)

#### Els temps del futur
- El Simple future: utilitzat per a expressar que un esdeveniment passarà en el futur, o una acció que el subjecte tracta d'acomplir. Alguns manuals d'anglès consideren «be going» més un infinitiu que una forma de simple future. Hi ha situacions en les quals o «will do» o «be going to do» és més fluïdd o més d'acord amb el context, però generalment són equivalents.

Exemple: I shall/will listen, You will listen, He/She/It/One will listen, We shall/will listen, You will listen, They will listen (jo escoltaré, tu escoltaràs…)
- El Future continuous. Utilitzat per parlar d'un esdeveniment que encara no ha començat, paral·lelament a l'acció o al lapse de temps evocat.

Exemple: I will be waiting for you when your plane lands. 

Exemple: I shall/will be listening, You will be listening, He/She/It/One will be listening, We shall/will be listening, You will be listening, They will be listening (jo estaré escoltant, tu estaràs escoltant…)
- El Future perfect. Indica una acció que arriba abans d'una segona acció en el futur : Normalment s'expressen dues accions futures, i el future perfect indica que una de les dues accions seran llavors del passat respecte l'altre (e.g. I will know the tune next week because I will have listened to it).

Exemple: I shall/will have listened, You will have listened, He/She/It/One will have listened, We shall/will have listened, You will have listened, They will have listened (jo hauré escoltat, tu hauràs escoltat…)
- El Future perfect continuous. Expressa una acció de continuïitat que tindrà lloc en le futur abans d'una altra acció expressada igualment en el futur.

Exemple: I will have been waiting for two hours when her plane finally arrives.
Exemple formal: I shall/will have been listening, You will have been listening, He/She/It/One will have been listening, We shall/will have been listening, You will have been listening, They will have been listening (jo hauré estat escoltant, tu hauràs estat escoltant…)

### Els temps del condicional
- El Present conditional o simplement "conditional". Expressa que un esdeveniment en el passat tindrà lloc en el futur, o que qui parla té la intenció de fer alguna cosa.

Exemple: I should/would listen, You would listen, He/She/It/One would listen, We should/would listen, You would listen, They would listen (jo escoltaria, tu escoltaries, ell o ella escoltaria, nosaltres escoltariem, vosaltres escoltarieu, ells escoltarien)
- El Present continuous conditional. Utilitzat per a expressar un esdeveniment continuat que encara no s'ha iniciat.

Exemple: I should/would be listening, You would be listening, He/She/It/One would be listening, We should/would be listening, You would be listening, They would be listening (jo estaria escoltant, tu estaries escoltant…)
- El Conditional perfect. Indica que una acció tindrà lloc després d'un altre esdeveniment.

Exemple: I should/would have listened, You would have listened, He/She/It/One would have listened, We should/would have listened, You would have listened, They would have listened (Jo hauria escoltat, tu hauries escoltat…)
- El Conditional perfect continuous. Expressa una acció continuada que tindrà lloc en el futur, que ha de passar després d'un altre esdeveniment.

Exemple: I should/would have been listening, You would have been listening, He/She/It/One would have been listening, We should/would have been listening, You would have been listening, They would have been listening (jo hauria estat escoltant, tu hauries estat escoltant…)

### L'imperatiu
Només hi ha imperatiu en el temps present amb les segones persones (tu i vosaltres).
Exemple amb el verb to walk (caminar):
walk 

let's walk 

walk
Amb el verb to let es construeixen les formes imperatives de la primera i tercera persona.
Exemple : 
Let them hate us so long as they fear us. Que ens odiïn tant com ens temen. (Calígula) (Literalment: Deixa'ls odiar-nos tant com ens temen)

### El subjuntiu
L'anglès no té formes pròpies per al subjuntiu, llevat del verb to be, que en present és be i en pretèrit és were per a totes les persones. Per a la resta de verbs, l'anglès expressa la idea de subjuntiu de tres maneres diferents:
A) Amb l'infinitiu 
B) Amb una forma d'indicatiu (ja sigui present o passat)
C) Amb una forma composta amb els verbs auxiliars may o might i shall o should
subjuntiu present
exemple: Tell him to go away (Digues-li que se'n vagi)
exemple: Wait till he comes (Espera fins que vingui) 
subjuntiu passat
exemple: I asked that it be done yesterday. (Em va demanar que ho fes ahir: literalment, em va dir que fos fet ahir)
exemple: If that were true, I'd know it (Si fos veritat, ho sabria)
construcció amb un verb modal
El mode de subjuntiu pot ésser expressat amb l'ajuda dels modals shall (should) i may (might). Per exemple :
- I recommend that he (should) be taken away. (Li recomano que s'ho tregui)

- (May) the Lord bless you and keep you. (Que el Senyor et beneeixi i et guardi)

- I put your dinner in the oven so that it (should) keep warm. (T'he posat el sopar al forn perquè es mantingui calent)

- He wrote it in his diary so that he (might) remember (Ho va escriure al seu diari perquè pogués recodar-se'n)

### La veu passiva
La veu passiva es forma igual que en català, amb el verb "ésser" (to be) més el participi del verb principal conjugat. Així doncs:
Mary eats the cake: La Mary menja el pastís
The cake is eaten by Mary: «El pastís és menjat per la Mary.» 
I read a book: Llegeixo un llibre
A book is readen by me: Un llibre és llegit per mi.
La preposició "per" en anglès és by. El complement directe passa a ser subjecte de l'oració principal i el subjecte de l'oració activa passa a ser complement agent.
Tanmateix, l'ús de la veu passiva en anglès és molt més extens que en català, atès que certes expressions impersonals com ara es diu, es fa, s'espera, se suposa... en anglès es construeixen mitjançant una passiva estàndard sense complement agent (que es dona per sobreentès).
"S'espera pluja per demà"
It is expected than will rain tomorrow
Igualment, les expressions de passiva reflexa pròpies del català i d'altres llengües romàniques no tenen equivalent en anglès. Per exemple
"Em rento les mans"
I wash my hands
"M'he trencat la cama"
I have broken my leg

### Infinitiu
Com a norma general, l'infinitiu en anglès va precedit de la partícula to (que en molts casos equival a les preposicions catalanes a o per a).
- L'infinitiu s'usarà sense to

a) Després dels auxiliars shall, will, can, may i must
b) Després de to dare i to need quan aquests verbs siguin emprats com a auxiliars
c) Després dels verbs que expressen percepció, com ara to hear -sentir (soroll, música, etc.), to see (veure), to feel -sentir (sentiment…), to behold (contemplar), to observe (observar), to watch -veure- (televisió…), etc
d) Després dels verbs to let (deixar, permetre), to bid (ordenar) i to make (fer que s'executi una acció)
e) Després de les conjuncions and, or, than, but en oracions com ara: they decided to stop there and wait for him
f) En algunes oracions interrogatives. Wherefore weep ? (Per què plorar ?)
G) Després de les locucions had better, had rather, would rather, etc. Had better wait (Millor que s'esperi)

### Gerundi
El gerundi en anglès té molts més usos que en català, i sovint es tradueix malament. Es forma amb l'arrel de l'infinitiu, més el sufix -ing i té els següents usos:
a) Gerundi pròpiament dit:
He was waiting for me (M'estava esperant)
b) participi-adjectiu
- Participi actiu: cutting tool (instrument que talla)

- Participi passiu: an amusing book (un llibre interessant)

- Adjectiu o expressió equivalent: a calculating person (una persona calculadora)

Per la seva naturalesa verbal, pot tenir un complement directe: En aquest cas es tradueix per que i un verb en forma personal.
Exemple: a package containing six books: un paquet que contenia sis llibres
A més serveix per formar els temps continus, com ja hem vist anteriorment.